# Koróveia
Koróveia är en ort i Cypern.   Den ligger i distriktet Eparchía Ammochóstou, i den östra delen av landet, 90 km öster om huvudstaden Nicosia. Koróveia ligger 81 meter över havet och antalet invånare är 132. Den ligger på ön Cypern.
Terrängen runt Koróveia är platt åt sydost, men åt nordväst är den kuperad. Havet är nära Koróveia åt sydost. Närmaste större samhälle är Rizokárpaso, 13,5 km nordost om Koróveia. 